# Cantone di Chilly-Mazarin
Il Cantone di Chilly-Mazarin era una divisione amministrativa dell'arrondissement di Palaiseau.
A seguito della riforma approvata con decreto del 24 febbraio 2014, che ha avuto attuazione dopo le elezioni dipartimentali del 2015, è stato soppresso.

## Composizione
Comprendeva i comuni di:
- Chilly-Mazarin
- Morangis
- Wissous